# Пікоплано оливковий
Пікопла́но оливковий (Rhynchocyclus olivaceus) — вид горобцеподібних птахів родини тиранових (Tyrannidae). Мешкає в Центральній і Південній Америці. Виділяють низку підвидів.

## Опис
Довжина птаха становить 15 см. Верхня частина тіла оливково-зелена, крила і хвіст темно-коричневі з оливково-зеленими краями. Нижня частина тіла зеленувато-сіра, поцяткована жовтуватими смужками, живіт жовтуватий. Навколо очей білі кільця. Очі темно-карі, дзьоб широкий, сплющений, зверху чорнуватий, знизу світлий, лапи сизі.

## Підвиди

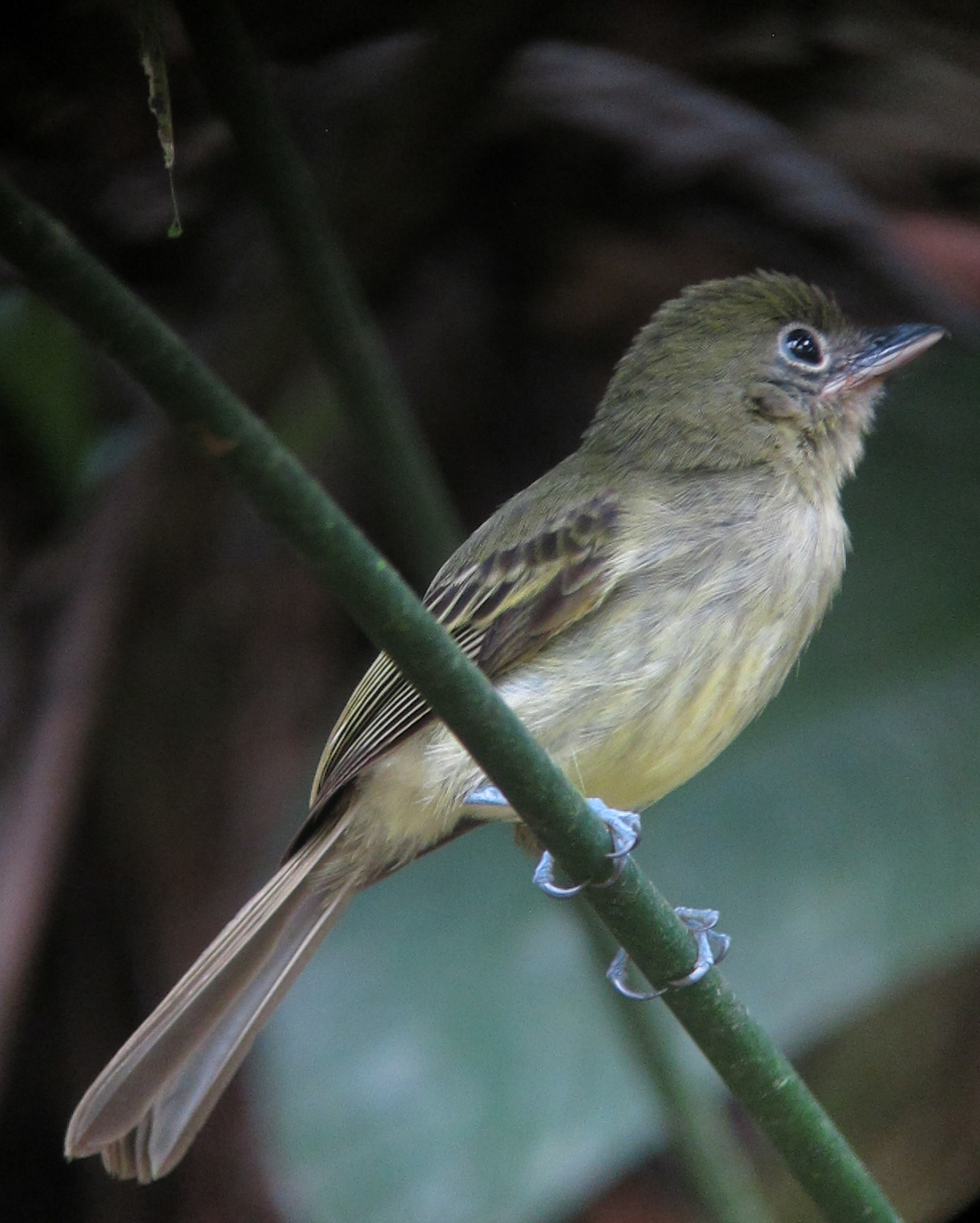
Оливковий пікоплано

Виділяють дев'ять підвидів:
- R. o. bardus (Bangs & Barbour, 1922) — східна Панама (Дар'єн) і північно-західна Колумбія (від північного Чоко на схід до південного Болівару);
- R. o. mirus Meyer de Schauensee, 1950 — північно-західна Колумбія (долина річки Атрато);
- R. o. jelambianus Aveledo & Peréz, 1994 — північно-східна Венесуела (Сукре, північний Монагас);
- R. o. tamborensis Todd, 1952 — долина річки Лебріха на півночі центральної Колумбії (Сантандер);
- R. o. flavus (Chapman, 1914) — північна і центральна Колумбія (від Маґдалени до західної Мети) та північна Венесуела (на схід до Арагуа і західного Апуре;
- R. o. aequinoctialis (Sclater, PL, 1858) — центральна і південна Колумбія (від Мети на південь до Путумайо і Амасонасу), схід Еквадору і Перу, захід Бразилії (на південь від Амазонки і на схід до Мадейри), північ і центр Болівії (на південь до Кочабамби);
- R. o. guianensis McConnell, 1911 — південна Венесуела (східний Амасонас), Болівар, Гвіана і північна Бразилія (на схід від Ріу-Неґру, на південь до Амазонки);
- R. o. sordidus Todd, 1952 — південний схід бразильської Амазонії (на південь від Амазонки, між річками Тапажос і Токантінс, на схід до Мараньяну);
- R. o. olivaceus (Temminck, 1820) — північ центральної Бразилії та східне узбережжя (від Пернамбуку до Ріо-де-Жанейро).

Молекулярно-генетичне дослідження, результати якого були опубліковані у 2022 році, вказують на те, що оливковий пікоплано являє собою комплекс криптичних видів. Дослідники пропонують розділити вид принаймні на два види: Rhynchocyclus olivaceus і Rhynchocyclus aequinoctialis. BirdLife International визнає Rhynchocyclus aequinoctialis як окремий вид, однак більшість дослідників поки не визнають розділення виду.

## Поширення і екологія
Оливкові пікоплано мешкають в Панамі, Колумбії, Венесуелі, Еквадорі, Перу, Болівії, Бразилії, Гаяні, Французькій Гвіані і Суринамі. Вони живуть в підліску вологих рівнинних тропічних лісів та на болотах. Зустрічаються на висоті до 1000 м над рівнем моря.